# بخش پلگرینی
بخش پلگرینی (به اسپانیایی: Partido de Pellegrini) یک منطقهٔ مسکونی در آرژانتین است که در استان بوئنوس آیرس واقع شده‌است. بخش پلگرینی ۱٬۸۲۰ کیلومتر مربع مساحت و ۶٬۰۳۰ نفر جمعیت دارد.